# シュコダ MU-4
シュコダ MU-4（Škoda MU-4）は、1933年に開発された、チェコスロバキアの試作豆戦車（Tančík、タンチック）である。
シュコダ MU-2 豆戦車の後継として設計された。

## 歴史
1932年、シュコダ社は、性能が不十分なシュコダ MU-2に次ぐ、新型戦車の開発を試みた。
その結果、カーデン・ロイド豆戦車のシャーシを改造して作られたMU-4は、チェコスロバキア軍の戦車コンペに参加し、「vz.33豆戦車」に敗北した。
その後、ユーゴスラビア軍の戦車コンペに「Škoda Š-I」として参加し、同じくカーデン・ロイド豆戦車から派生した、チェコスロバキアの「ČKD P-I」とポーランドの「TK-3」に敗れた。
その後、シュコダ MU-4は、アフガニスタン、ハンガリー、スウェーデンにも提案されたが、全てから拒否された。
結局、試作車は1輌だけ作られ、第二次世界大戦を生き抜いた。この試作車は1972年にプラハ軍事史研究所が譲り受け、走行可能な状態に復元された。
現在、試作車はレシャニ軍事博物館に所蔵され、展示されている。